# Highway Child
Highway Child var et dansk rock- og bluesband der blev dannet i København i 2005. På trods af gode koncertanmeldelser, optræden på Roskilde Festival og stor turnévirksomhed i ind- og udland, fik bandet aldrig et kommercielt gennembrud, og gruppens blev opløst i 2011.

## Diskografi
- On The Old Kings Road (2008)
- Sanctuary Home (2009)
- Highway Child (2011)